# Marret (Tal)
Marret ist ein großes, gut abgegrenztes Tal auf der Pétrel-Insel im Zentrum des Géologie-Archipels vor der Küste des ostantarktischen Adélielands. Es öffnet sich in Richtung der Anse du Pré.
Französische Wissenschaftler benannten es nach Mario Marret, Fotograf auf der von 1951 bis 1953 durchgeführten französischen Antarktisexpedition.